# الضبعه (سوریه)
الضبعة یک منطقهٔ مسکونی در سوریه است که در حمص واقع شده‌است.

## خصوصیات
الضبعة ۳٬۱۲۹ نفر جمعیت دارد.